# 水仁線
水仁線（スインせん）は、大韓民国京畿道水原市の水原駅と仁川広域市中区の仁川駅を結ぶ韓国鉄道公社（KORAIL）の鉄道路線である。ラインカラーは●黄色。
全線が開通した2020年9月12日より盆唐線と直通運転を開始しており、首都圏電鉄水仁・盆唐線として一体化した運行を行っている。

## 路線データ
- 複線区間：全線
- 電化区間：全線（交流25kV, 60Hz・架線集電方式）
- 車両基地：始興車両事業所
- 地上区間：漁川駅 - 松島駅間（梧木川駅 - 漁川駅・延寿駅 - 松島駅間の一部を除く）
- 地下区間：水原駅 - 梧木川駅・松島駅 - 仁川駅（松島駅 - 仁荷大駅間の一部を除く）間
- 走行方向：左側通行

## 概要
沿線で産出される塩の運搬を目的として、1937年8月5日に私鉄朝鮮京東鉄道が水原 - 仁川港 (南仁川) 間52.0kmを軌間762mm（ナローゲージ）で開通させた。1942年10月26日に水驪線と同じく朝鮮鉄道（私鉄）に譲渡されたが、独立後の1946年5月10日に国有化された。
自動車の普及ならびに並行する道路が整備されると共に利用者が減少した。1973年7月に仁川市街地区間である末端の松島 - 南仁川が廃止され47.0kmとなった。漢大前 - 安山間では並行してニュータウン新線である安山線が建設され、1988年10月に開業した。水仁線は1994年9月に水原 - 漢大前間20.2kmだけとなり、翌年12月31日付で運行休止し、事実上の廃止となった。廃止直前には韓国唯一のナローゲージ路線ということで鉄道ファンの人気を集めた。2000年には安山線が安山から烏耳島まで延伸した。
その後、軌間を1,435mm（標準軌）に変更し首都圏電鉄の一路線として整備されることとなった。2012年6月30日に烏耳島 - 松島間が複線電化で再開業し、2014年12月には達月駅が烏耳島駅と月串駅の間に再開業した。以降、松島 - 仁川間が2016年2月27日に再開業（うち崇義 - 仁川間は新規開業）し、水原 - 漢大前も2020年9月に再開業したことで、漢大前 -烏耳島間の安山線につながり、水仁線として水原 - 仁川間全線の開通となった。これにより水仁線と盆唐線とは首都圏電鉄水仁・盆唐線として直通運転を開始した。

## 車両

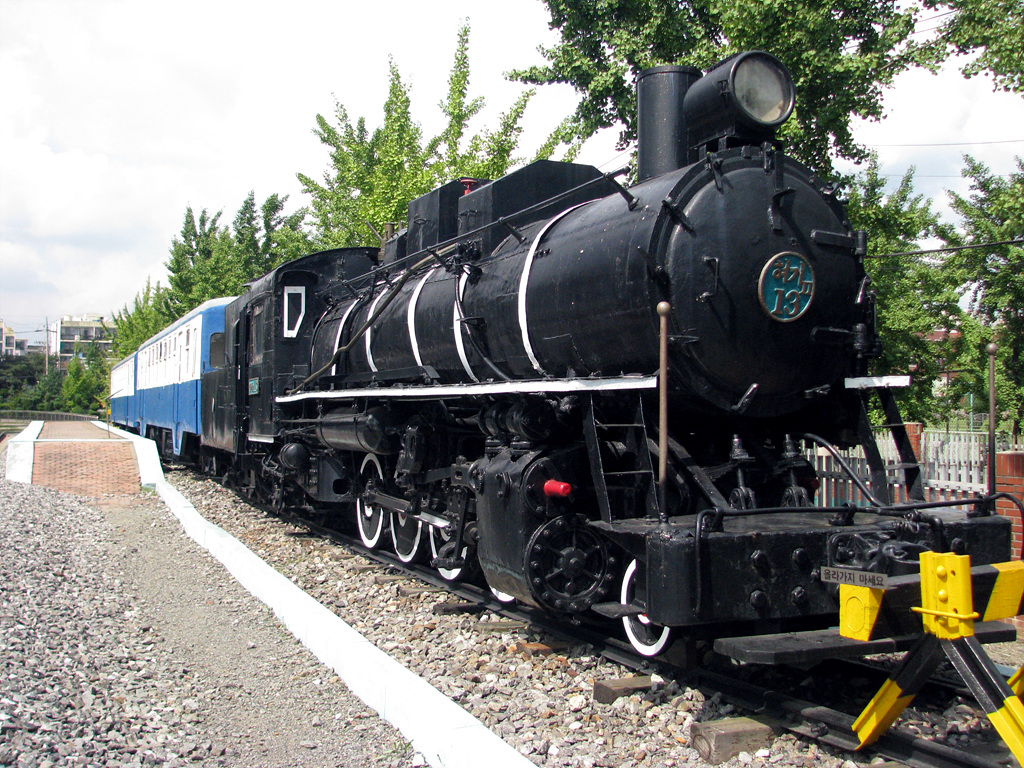
鉄道博物館に保存されている狭軌時代の水仁線車両（ヒョウキ11型蒸気機関車）

### 狭軌時代
1977年まで狭軌用蒸気機関車と狭軌客車での運行が行われていた。1965年から廃止までは、仁川工作廠で製造された狭軌用気動車（エンジンはカミンズ製、液体式変速機は新潟鐵工所製）が運用された。両運転台で非冷房。全長14100m、幅2153mm、高さ3200mm。最高速度は60km程度。

### 電鉄化後
- 351000系電車（60番台）
  - 製造直後、2011年に行われた中央線の全車両6両化と増発により、当該区間を走る車両が不足になったため、中央線運用に一時的に転出されていた。

## 歴史
- 1937年8月5日 - 京東線として水原 - 南仁川間開業。
- 1942年10月26日 - 朝鮮鉄道（私鉄）に経営権が譲渡される。
- 1946年5月10日 - 国有化され水仁線となる。
- 1973年7月14日 - 松島 - 南仁川間が廃止。
- 1977年9月1日 - 蒸気機関車が運行を中止。
- 1982年12月24日 - 一里 - 古桟間の線路を移設。
- 1988年10月25日 - 衿井 - 安山間の安山線が開通され、水仁線と並行で運行。
- 1992年7月20日 - 蘇莱 - 松島間が廃止。
- 1994年9月1日 - 漢大前 - 蘇莱間が廃止。
- 1995年12月31日 - 水原 - 漢大前間が廃止され、旧線は全線廃止となる。
- 2012年6月30日 - 烏耳島 - 松島間開業。
- 2016年2月27日 - 松島 - 仁川間開業。
- 2017年7月7日 - 急行列車の運行を開始。
- 2020年9月12日 - 水原 - 烏耳島間が開業。水仁線・盆唐線が首都圏電鉄水仁・盆唐線として直通運転を開始。

## 駅一覧
- ●：停車、|：通過
- 盆唐急行（水原駅 - 古索駅間のみ運行）・緩行はすべての駅に停車するため省略。

| 駅 番号                            | 駅名                               | 駅名                               | 駅名                                | 駅間キロ (km)                      | 累計キロ (km)                      | 駅 等級                            | 駅種別                             | 水仁急行                           | 接続路線 | 接続路線 | 接続路線 | 所在地                             | 所在地                             | 所在地                                          |
| 駅 番号                            | 日本語                             | ハングル                           | 英語                                | 駅間キロ (km)                      | 累計キロ (km)                      | 駅 等級                            | 駅種別                             | 水仁急行                           | 接続路線 | 接続路線 | 接続路線 | 所在地                             | 所在地                             | 所在地                                          |
| 盆唐線経由京元線清凉里まで直通運転 | 盆唐線経由京元線清凉里まで直通運転 | 盆唐線経由京元線清凉里まで直通運転 | 盆唐線経由京元線清凉里まで直通運転  | 盆唐線経由京元線清凉里まで直通運転 | 盆唐線経由京元線清凉里まで直通運転 | 盆唐線経由京元線清凉里まで直通運転 | 盆唐線経由京元線清凉里まで直通運転 | 盆唐線経由京元線清凉里まで直通運転 | 盆唐線経由京元線清凉里まで直通運転                                                                                   | 盆唐線経由京元線清凉里まで直通運転                                                                                   | 盆唐線経由京元線清凉里まで直通運転                                                                                   | 盆唐線経由京元線清凉里まで直通運転 | 盆唐線経由京元線清凉里まで直通運転 | 盆唐線経由京元線清凉里まで直通運転              |
| ---------------------------------- | ---------------------------------- | ---------------------------------- | ----------------------------------- | ---------------------------------- | ---------------------------------- | ---------------------------------- | ---------------------------------- | ---------------------------------- | --- | --- | --- | ---------------------------------- | ---------------------------------- | ----------------------------------------------- |
| K245                               | 水原駅                             | 수원역                             | Suwon                               | 0.0                                | 0.0                                | 1級                                | 管理駅                             | 運行なし                           | 韓国鉄道公社：京釜線（一般旅客列車） · 1号線（京釜電鉄線） (P155) · 盆唐線（直通運転） · 水原都市鉄道1号線（計画中） | 韓国鉄道公社：京釜線（一般旅客列車） · 1号線（京釜電鉄線） (P155) · 盆唐線（直通運転） · 水原都市鉄道1号線（計画中） | 韓国鉄道公社：京釜線（一般旅客列車） · 1号線（京釜電鉄線） (P155) · 盆唐線（直通運転） · 水原都市鉄道1号線（計画中） | 京畿道                             | 水原市                             | 八達区                                          |
| K246                               | 古索駅                             | 고색역                             | Gosaek                              | 2.7                                | 2.7                                |                                    |                                    | 運行なし                           | | | | 京畿道                             | 水原市                             | 勧善区                                          |
| K247                               | 梧木川駅                           | 오목천역                           | Omokcheon                           | 1.6                                | 4.3                                |                                    |                                    | 運行なし                           | 新盆唐線（接続予定）                                                                                                 | 新盆唐線（接続予定）                                                                                                 | 新盆唐線（接続予定）                                                                                                 | 京畿道                             | 水原市                             | 勧善区                                          |
| K248                               | 漁川駅                             | 어천역                             | Eocheon                             | 5.1                                | 9.4                                |                                    |                                    | 運行なし                           | | | | 京畿道                             | 華城市                             | 華城市                                          |
| K249                               | 野牧駅                             | 야목역                             | Yamok                               | 2.6                                | 12.0                               |                                    |                                    | 運行なし                           | | | | 京畿道                             | 華城市                             | 華城市                                          |
| K250                               | 四里駅                             | 사리역                             | Sa-ri                               | 4.7                                | 16.7                               |                                    |                                    | 運行なし                           | | | | 京畿道                             | 安山市                             | 常緑区                                          |
| K251                               | 漢大前駅                           | 한대앞역                           | Hanyang Univ. at Ansan              | 2.2                                | 18.9                               | 無配置簡易駅                       | 無配置簡易駅                       | 運行なし                           | | 4号線 （安山線） 供用区間                                                                                            | 韓国鉄道公社： 4号線（安山線） (449)                                                                                 | 京畿道                             | 安山市                             | 常緑区                                          |
| K252                               | 中央駅                             | 중앙역                             | Jungang                             | 1.6                                | 20.5                               | 3級                                | 配置簡易駅                         | 運行なし                           | | 4号線 （安山線） 供用区間                                                                                            | 檀園区 | 京畿道                             | 安山市                             |                                                 |
| K253                               | 古桟駅                             | 고잔역                             | Gojan                               | 1.4                                | 21.9                               | 無配置簡易駅                       | 無配置簡易駅                       | 運行なし                           | | 4号線 （安山線） 供用区間                                                                                            | 檀園区 | 京畿道                             | 安山市                             |                                                 |
| K254                               | 草芝駅                             | 초지역                             | Choji                               | 1.5                                | 23.4                               | 無配置簡易駅                       | 無配置簡易駅                       | 運行なし                           | 西海鉄道： 西海線 (S26)                                                                                              | 4号線 （安山線） 供用区間                                                                                            | 檀園区 | 京畿道                             | 安山市                             |                                                 |
| K255                               | 安山駅                             | 안산역                             | Ansan                               | 1.8                                | 25.2                               | 3級                                | 管理駅                             | 運行なし                           | | 4号線 （安山線） 供用区間                                                                                            | 檀園区 | 京畿道                             | 安山市                             |                                                 |
| K256                               | 新吉温泉駅                         | 신길온천역                         | Singil Oncheon                      | 2.2                                | 27.4                               | 無配置簡易駅                       | 無配置簡易駅                       | 運行なし                           | | 4号線 （安山線） 供用区間                                                                                            | 檀園区 | 京畿道                             | 安山市                             |                                                 |
| K257                               | 正往駅 (韓国産業技術大)            | 정왕역 (한국산업기술대)            | Jeongwang (Korea Polytechnic Univ.) | 2.9                                | 30.3                               | 3級                                | 配置簡易駅                         | 運行なし                           | | 4号線 （安山線） 供用区間                                                                                            | 始興市 | 始興市                             | 始興市                             |                                                 |
| K258                               | 烏耳島駅                           | 오이도역                           | Oido                                | 1.4                                | 31.7                               | 3級                                | 普通駅                             | ●                                  | 韓国鉄道公社： 4号線（安山線） (456)                                                                                 | 4号線 （安山線） 供用区間                                                                                            | 始興市 | 始興市                             | 始興市                             |                                                 |
| K259                               | 達月駅                             | 달월역                             | Darwol                              | 2.1                                | 33.8                               | 無配置簡易駅                       | 無配置簡易駅                       | \|                                 | | | | 始興市                             | 始興市                             |                                                 |
| K260                               | 月串駅                             | 월곶역                             | Wolgot                              | 1.5                                | 35.3                               | 3級                                | 普通駅                             | \|                                 | | 京江線 供用区間 （予定）                                                                                             | 始興市 | 始興市                             | 始興市                             | 韓国鉄道公社： 京江線（京江電鉄線）（接続予定） |
| K261                               | 蘇萊浦口駅                         | 소래포구역                         | Soraepogu                           | 1.3                                | 36.6                               | 無配置簡易駅                       | 無配置簡易駅                       | ●                                  | | 京江線 供用区間 （予定）                                                                                             | 仁川広域市 | 南洞区                             | 南洞区                             |                                                 |
| K262                               | 仁川論峴駅                         | 인천논현역                         | Incheon Nonhyeon                    | 1.0                                | 37.6                               | 無配置簡易駅                       | 無配置簡易駅                       | ●                                  | | 京江線 供用区間 （予定）                                                                                             | 仁川広域市 | 南洞区                             | 南洞区                             |                                                 |
| K263                               | 虎口浦駅                           | 호구포역                           | Hogupo                              | 1.3                                | 38.9                               | 無配置簡易駅                       | 無配置簡易駅                       | \|                                 | | 京江線 供用区間 （予定）                                                                                             | 仁川広域市 | 南洞区                             | 南洞区                             |                                                 |
| K264                               | 南洞インダスパーク駅               | 남동인더스파크역                   | Namdong Induspark                   | 1.3                                | 40.2                               | 3級                                | 普通駅                             | \|                                 | | 京江線 供用区間 （予定）                                                                                             | 仁川広域市 | 南洞区                             | 南洞区                             |                                                 |
| K265                               | 源仁斎駅                           | 원인재역                           | Woninjae                            | 1.0                                | 41.2                               | 配置簡易駅                         | 配置簡易駅                         | ●                                  | 仁川交通公社： 仁川1号線 (I130)                                                                                      | 京江線 供用区間 （予定）                                                                                             | 仁川広域市 | 延寿区                             | 延寿区                             |                                                 |
| K266                               | 延寿駅                             | 연수역                             | Yeonsu                              | 0.9                                | 42.1                               | 無配置簡易駅                       | 無配置簡易駅                       | ●                                  | | 京江線 供用区間 （予定）                                                                                             | 仁川広域市 | 延寿区                             | 延寿区                             |                                                 |
|                                    | 青鶴駅                             | 청학역                             | Chonghak                            | （未開業）                         | （未開業）                         | （未開業）                         | （未開業）                         | \|                                 | | 京江線 供用区間 （予定）                                                                                             | 仁川広域市 | 延寿区                             | 延寿区                             |                                                 |
| K267                               | 松島駅                             | 송도역                             | Songdo                              | 2.7                                | 44.8                               | 3級                                | 普通駅                             | \|                                 | 韓国鉄道公社： 京江線（京江電鉄線）（接続予定）                                                                      | 京江線 供用区間 （予定）                                                                                             | 仁川広域市 | 延寿区                             | 延寿区                             |                                                 |
| K268                               | 鶴翼駅                             | 학익역                             | Hagik                               | （未開業）                         | （未開業）                         | （未開業）                         | （未開業）                         | \|                                 | | | | 弥鄒忽区                           | 弥鄒忽区                           |                                                 |
| K269                               | 仁荷大駅                           | 인하대역                           | Inha Univ.                          | 2.4                                | 47.2                               | 3級                                | 普通駅                             | ●                                  | | | | 弥鄒忽区                           | 弥鄒忽区                           |                                                 |
| K270                               | 崇義駅 (仁荷大病院)                | 숭의역 (인하대병원)                | Sungui                              | 1.8                                | 49.0                               | 無配置簡易駅                       | 無配置簡易駅                       | \|                                 | | | | 弥鄒忽区                           | 弥鄒忽区                           |                                                 |
| K271                               | 新浦駅                             | 신포역                             | Sinpo                               | 1.5                                | 50.5                               | 無配置簡易駅                       | 無配置簡易駅                       | \|                                 | | | | 中区                               | 中区                               |                                                 |
| K272                               | 仁川駅                             | 인천역                             | Incheon                             | 1.1                                | 51.6                               | 3級                                | 普通駅                             | ●                                  | 韓国鉄道公社： 1号線（京仁線） (161)                                                                                 | 韓国鉄道公社： 1号線（京仁線） (161)                                                                                 | 韓国鉄道公社： 1号線（京仁線） (161)                                                                                 | 中区                               | 中区                               |                                                 |

### 狭軌時代
水原駅 - 古索駅 - 梧木駅 - 漁川駅 - 野牧駅 - 浜汀駅 - 四里駅 - 一里駅 - 城頭駅 - 古桟駅 - 元谷駅  - 新吉駅 - 君子駅 - 達月駅 - 蘇萊駅 - 論峴駅 - 南洞駅  - 文鶴駅 - 松島駅 - 龍峴駅 - 南仁川駅